# Labry
Labry és un municipi francès situat al departament de Meurthe i Mosel·la i a la regió del Gran Est. L'any 2007 tenia 1.670 habitants.

## Demografia

### Població
El 2007 la població de fet de Labry era de 1.670 persones. Hi havia 647 famílies, de les quals 170 eren unipersonals (75 homes vivint sols i 95 dones vivint soles), 195 parelles sense fills, 238 parelles amb fills i 44 famílies monoparentals amb fills.
La població ha evolucionat segons el següent gràfic:
Habitants censats

### Habitatges
El 2007 hi havia 691 habitatges, 647 eren l'habitatge principal de la família, 6 eren segones residències i 38 estaven desocupats. 567 eren cases i 121 eren apartaments. Dels 647 habitatges principals, 489 estaven ocupats pels seus propietaris, 147 estaven llogats i ocupats pels llogaters i 11 estaven cedits a títol gratuït; 1 tenia una cambra, 39 en tenien dues, 98 en tenien tres, 166 en tenien quatre i 343 en tenien cinc o més. 511 habitatges disposaven pel capbaix d'una plaça de pàrquing. A 268 habitatges hi havia un automòbil i a 295 n'hi havia dos o més.

### Piràmide de població
La piràmide de població per edats i sexe el 2009 era:
| Homes | Edats   | Dones |
| ----- | ------- | ----- |
| 0     | 95 o +  | 0     |
| 0     | 90 a 94 | 16    |
| 4     | 85 a 89 | 24    |
| 12    | 80 a 84 | 16    |
| 12    | 75 a 79 | 44    |
| 52    | 70 a 74 | 60    |
| 32    | 65 a 69 | 36    |
| 8     | 60 a 64 | 36    |
| 52    | 55 a 59 | 32    |
| 48    | 50 a 54 | 60    |
| 40    | 45 a 49 | 56    |
| 84    | 40 a 44 | 60    |
| 36    | 35 a 39 | 40    |
| 76    | 30 a 34 | 72    |
| 44    | 25 a 29 | 48    |
| 40    | 20 a 24 | 52    |
| 48    | 15 a 19 | 44    |
| 36    | 10 a 14 | 60    |
| 48    | 5 a 9   | 40    |
| 48    | 0 a 4   | 44    |

## Economia
El 2007 la població en edat de treballar era de 1.019 persones, 745 eren actives i 274 eren inactives. De les 745 persones actives 672 estaven ocupades (370 homes i 302 dones) i 73 estaven aturades (31 homes i 42 dones). De les 274 persones inactives 84 estaven jubilades, 97 estaven estudiant i 93 estaven classificades com a «altres inactius».

### Ingressos
El 2009 a Labry hi havia 663 unitats fiscals que integraven 1.648 persones, la mediana anual d'ingressos fiscals per persona era de 17.957 €.

### Activitats econòmiques
Dels 42 establiments que hi havia el 2007, 1 era d'una empresa alimentària, 1 d'una empresa de fabricació d'altres productes industrials, 15 d'empreses de construcció, 8 d'empreses de comerç i reparació d'automòbils, 1 d'una empresa de transport, 2 d'empreses d'hostatgeria i restauració, 1 d'una empresa financera, 3 d'empreses de serveis, 6 d'entitats de l'administració pública i 4 d'empreses classificades com a «altres activitats de serveis».
Dels 16 establiments de servei als particulars que hi havia el 2009, 1 era una oficina de correu, 1 funerària, 2 tallers de reparació d'automòbils i de material agrícola, 4 paletes, 1 guixaire pintor, 2 lampisteries, 3 electricistes i 2 perruqueries.
Dels 3 establiments comercials que hi havia el 2009, 1 era una botiga de menys de 120 m², 1 una botiga de mobles i 1 una joieria.

## Equipaments sanitaris i escolars
L'únic equipament sanitari que hi havia el 2009 era una farmàcia.
El 2009 hi havia 1 escola maternal i 1 escola elemental.

## Poblacions més properes
El següent diagrama mostra les poblacions més properes.